# Zločin a trest
Zločin a trest (rusky Преступление и наказание – Prestupljenije i nakazanije) (1866) je vrcholný román ruského autora Fjodora Michajloviče Dostojevského. Jde o základní dílo ruské realistické literatury 19. století.

## Děj románu
Zločin a trest je román rozdělený na šest částí a epilog. Děj se odehrává v Petrohradu a v závěru románu na Sibiři. Hlavním hrdinou je chudý student Rodion Romanovič Raskolnikov, který naplánuje a provede vraždu staré lichvářky Aljony Ivanovny, kterou chtěl oloupit. Při činu je však vyrušen její sestrou Lizavetou, kterou také zabije sekyrou. Zločin se mu podaří, nezanechá za sebou žádné stopy. I když si svůj čin „filosoficky“ odůvodňuje, uvědomuje si zároveň jeho nesmyslnost a zrůdnost a dostává se do těžkých depresí. Seznamuje se s alkoholikem Semjonem Zacharyčem Marmeladovem a jeho dcerou Soňou. Protože Marmeladov utrácí všechny peníze za alkohol, Soňa musí pro rodinu vydělávat peníze prostitucí. Raskolnikov, který nemůže unést strašné tajemství vraždy, se svěřuje Soně. Ta mu radí, aby se přiznal. Mezitím policejní inspektor Porfirij Petrovič, který vraždu vyšetřuje a je přesvědčen o Raskolnikově vině, zatýká nevinného člověka (Mikolka), který se k vraždě přiznává. To je však zkouška Raskolnikovova svědomí. Ten přesvědčuje sám sebe o morální oprávněnosti svého činu, ale nepočítal s tím, že bude postaven před takovouto volbu. Po vnitřním boji se Raskolnikov přiznává. Je odsouzen na nucené práce na Sibiři. Tam jej doprovází Soňa, která jej miluje. Svou čistou a upřímnou láskou a vírou v Boha způsobuje Raskolnikovo obrácení.

## Charakteristika
Román je vystavěn na kriminální zápletce, ale ta nemá hlavní význam. Dramatičnost románu netkví v dějové linii, která je poměrně chudá, ale ve vnitřním morálním a psychickém dramatu hlavního hrdiny, který je zachycen ve vnitřních monolozích, snech a nedokončených dialozích. Hlavní ideou díla je polemika s extrémním individualismem, který má své kořeny v německé novověké filosofii a v západním myšlení vůbec. Raskolnikov si svůj zločin vysvětluje teorií o silných a slabých jedincích. Silní jedinci mají právo překračovat meze etických norem, které jsou závazné pro jiné. Zároveň je ve svém pocitu odloučenosti a nadřazenosti nad ostatními ukázán Raskolnikov jako romantický hrdina, avšak již zcela v realistickém duchu Dostojevského tvorby. I když román obsahuje četné pasáže popisující reálie tehdejšího života, má román spád. Hlavní těžiště románu tkví v obrazu vnitřního duševního souboje dobra a zla, idejí a lidskosti, morálky a zvrácenosti. Hlavní hrdina prožívá trýznivé stavy mezi krutou realitou skutečnosti a hrůznou realitou svého snu, které jsou skvěle vykresleny.

## Vznik románu

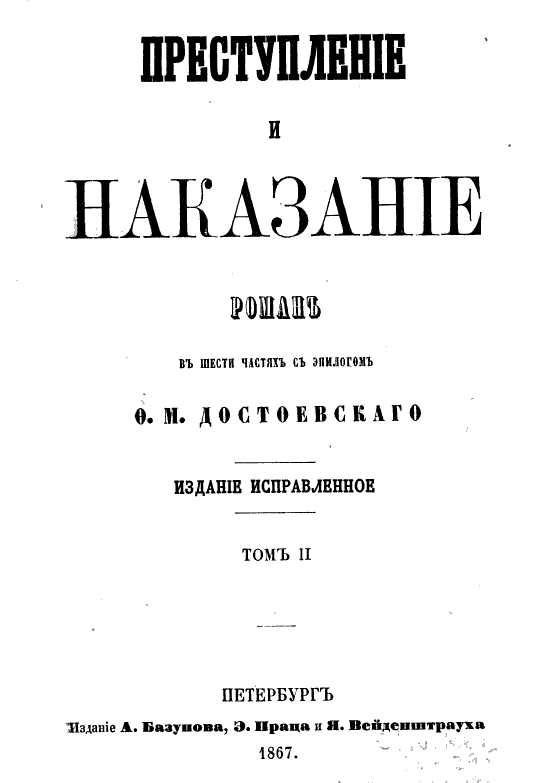
Zločin a trest (Преступление и наказание)

Dostojevskij napsal Zločin a trest v německém Wiesbadenu mezi červencem 1865 a únorem 1866. V té době měl velké problémy s dluhy, které si nadělal hazardními hrami, ale také svou snahou pomoci rodině svého zemřelého bratra Michaila (†1864). Myšlenku na napsání románu měl však již od poloviny 50. let, kdy se vrátil z vězení a vyhnanství v Omsku. Do vyhnanství se dostal za svou účast v kroužku utopických socialistů tzv. Petraševců. Po odpykání trestu však Dostojevskij mění radikálně své názory a je přesvědčen, že násilná revoluce nemůže být řešením, protože násilí plodí zlo a zlo páchané ve jménu dobra se nakonec obrátí proti svému původci. Takto bývá často interpretován Zločin a trest. Sám autor o tom píše v dopise nakladateli:
„Je to psychologický záznam o jednom zločinu. Děje se v současnosti, v letošním roce. Mladý člověk, vyloučený z řad posluchačů univerzity, maloměšťáckého původu, žijící v krajní nouzi, z lehkomyslnosti, z názorové rozkolísanosti podlehl některým podivným nedonošeným idejím, které se vznášejí ve vzduchu, a rozhodl se jedním rázem zbavit své hanebné situace. Rozhodl se zabít jednu stařenu, která půjčuje peníze na procenta. Je hloupá, hluchá, nemocná, lakomá, bere židovská procenta, je zlá a utiskuje jiný život tím, že u sebe mučí jako služku svou mladší sestru. ‚Není k ničemu‘, ‚Proč jen žije?‘, ‚Je vůbec nějak užitečná?‘ – Tyto otázky matou mladého muže. Rozhodne se ji zabít a okrást s úmyslem zařídit šťastný život své matce a sestře, dokončit studia, odjet za hranice a potom být po celý život čestným, pevným, neúchylným při plnění ‚humánní povinnosti k lidstvu‘, čímž se pochopitelně ‚smyje zločin‘, pokud se dá vůbec nazvat zločinem čin spáchaný na stařeně hluché, hloupé, zlé a nemocné, která neví k čemu žije na světě, a která by možná tak jako tak za nějaký měsíc umřela.“
Originalita Dostojevského díla překročila hranice Ruska již za jeho života. Jeho dílo mělo vliv nejen na soudobou realistickou tvorbu, ale také na vznik psychologického románu.

## Nomen omen
Dostojevskij při pojmenovávání postav v románu použil jména, která jsou v ruštině víceznačná.
| Jméno postavy                 | slovo              | Význam v ruštině |
| ----------------------------- | ------------------ | ---------------- |
| Rodion Romanovič Raskolnikov  | raskol             | rozkol           |
| Petr Petrovič Lužin           | luža               | louže, kaluž     |
| Dmitrij Prokofjič Razumichin  | razum              | rozum            |
| Alexandr Grigorjevič Zamjotov | заметить [zamětit] | všimnout si      |
| Semjon Zacharovič Marmeladov  | marmelad           | marmeláda        |
| Arkadij Ivanovič Svidrigajlov | Švitrigaila        | litevský princ   |

## Zločin a trest v divadle

### Svět
- Leo Birinski – Raskolnikoff (asi 1910)
  - premiéra: Fürstliches Hoftheater Gera, 9. dubna 1913, režie: Paul Medenwaldt
  - další uvedení: Hrvatsko Narodno Kazalište Osijek 1916, Residenz-Theater Berlín 1917, Wiener Kammerspiele Vídeň 1917, Narodno gledališče Maribor 1922
- Andrzej Wajda

### Česko
- Činoherní klub Praha 20. dubna 1966, režie: Evald Schorm, dramatizace: Alena Vostrá a Jaroslav Vostrý (přeloženo do němčiny, nizozemštiny, norštiny, finštiny, polštiny a slovenštiny)
- Realistické divadlo Zdeňka Nejedlého v Praze, 26. září 1975, režie: Karel Palouš, dramatizace: Gaston Baty
- Divadlo DISK Praha 23. března 2003, režie: Michal Lang, dramatizace: Alena Vostrá a Jaroslav Vostrý
- Středočeské divadlo Kladno 15. listopadu 2003, dramatizace a režie: Jakub Korčák
- Husa na provázku v Brně, 19. prosince 2003, režie: Vladimír Morávek, dramatizace: Luboš Balák a René von Ludowitz, název: Raskolnikov – jeho zločin a jeho trest, 1. část projektu Sto roků kobry
- Národní divadlo moravskoslezské Ostrava 25. března 2006, režie: Věra Herajtová, dramaturgie Marek Pivovar.
- Divadlo Ty-já-tr, skupina CO?! v Praze, 11. prosince 2009, režie: Radka Tesárková, hra na motivy Zločinu a trestu: Leo Birinski – Raskolnikov
- Městské divadlo Zlín 15. května 2017, režie: Jiří Jelínek, dramatizace: Jiří Jelínek a Vladimír Fekar, hra na motivy Zločinu a trestu: Raskolnikov /přešetření/ (kabaretní pitva jednoho slavného mordu)
- Divadlo D21, 1. února 2020, režie: Jakub Šmíd, dramatizace: Andrzej Wajda, překlad: Ladislav Slíva

## Zločin a trest ve filmu
- 1923 Zločin a trest (film, 1923), německý film, režie: Robert Wiene – Raskolnikow, s herci Moskevského uměleckého divadla (MCHAT)
- 1945 Zločin a trest (film, 1945), švédský film, režie: Hampe Faustman, hrají: Bengt Ekerot
- 1956 Zločin a trest (film, 1956), francouzský film, režie: Georges Lampin , hrají: Jean Gabin, Marina Vlady
- 1959 Zločin a trest (film, 1959) režie: Robert Bresson
- 1970 Zločin a trest (film, 1970), ruský film, režie: Lev A. Kulidžanov, hrají: Georgi Taratorkin, Innokentij Smoktunovskij, Irina Goševa
- 1983 Zločin a trest (film, 1983), finský film, režie: Aki Kaurismäki, hrají: Esko Nikkari, Matti Pellonpää
- 1993 Tiché stránky (film, 1983), ruský film, režie: Alexandr Sokurov, hrají: Olga Oniščenko, Sergej Barkovskij
- 1998 Zločin a trest (film, 1998), televizní americký film, režie: Joseph Sargent, hrají: Patrick Dempsey, Ben Kingsley, Julie Delpy
- 2000 Zločin a trest (film, 2000), polský krátkometrážní film, režie: Piotr Dumala

## Překlady do češtiny
- Josef Penížek (1899–1900)
- Karel Štěpánek (1924)
- Stanislav Minařík (1925)
- Bohuslav Mužík (1927)
- Vladimír Ryba (1928)
- Jaroslav Hůla (1930)
- Břetislav Hůla (1937)
- Jaroslav Hulák (1958, 1960, 1966, 1972, 1977, 1979, 1988, 2004)
- Libor Dvořák (2023)